# 클레어 데인스
클레어 캐서린 데인스(영어: Claire Cathdrine Danes, 1979년 4월 12일 ~ )는 미국의 배우이다. 데인스는 ABC 드라마 《나의 흔한 생활》과 배즈 루어먼 감독의 《로미오와 줄리엣》(1996년)과 《레 미제라블》(1998년), 《스타더스트》(2007년), 자폐증을 가진 여성의 감동 실화를 그린 HBO 텔레비전 영화《템플 그랜딘》등 에 출연했다. 2011년부터 출연한 Showtime의 드라마 시리즈인 《홈랜드》에 출연하고 있다. 그녀는 3번의 에미상 여우주연상과 4번의 골든 글로브상 여우주연상을 수상했다.

## 사생활
데인스는 배우 휴 댄시와 2006년 영화《이브닝》으로 만나 데이트를 시작했다. 두 사람은 2009년 9월 프랑스에서 결혼식을 올렸다. 2012년 12월 17일에 그들의 첫 아들 사이러스 마이클 크리스토퍼 댄시(Cyrus Michael Christopher Dancy), 2018년 8월 17일 둘째 아들이 태어났다. 이 가족은 뉴욕, 웨스트빌리지에서 살고 있다.

## 출연 작품

### 텔레비전
| 년도      | 제목                                                         | 역할          | 참고                                                          |
| --------- | ------------------------------------------------------------ | ------------- | ------------------------------------------------------------- |
| 1992      | 《로우 앤 오더》 Law & Order                                 | 트래시 브랜트 | 에피소드: "Skin Deep"                                         |
| 1994      | 《인생 이야기: 가족의 위기》 Lifestories: Families in Crisis | 케이티 레이터 | 에피소드: "More Than Friends: The Coming Out of Heidi Leiter" |
| 1994–1995 | 《나의 흔한 생활》 My So-Called Life                         | 안젤라 체이스 |                                                               |
| 2011-현재 | 《홈랜드》 Homeland                                          | 캐리 매티슨   | 시즌 1 ~ 7 진행중                                             |

### 영화
| 년도 | 제목                                                                     | 역할               | 참고                 |
| ---- | ------------------------------------------------------------------------ | ------------------ | -------------------- |
| 1994 | 《작은 아씨들》 Little Women                                             | 베스 마치          |                      |
| 1995 | 《아메리칸 퀄트》 How to Make an American Quilt                          | 글래디 조 클리어리 |                      |
| 1995 | 《홈 포 더 할리데이》 Home for the Holidays                              | 킷 라슨            |                      |
| 1996 | 《미스 플라워》 I Love You, I Love You Not                               | 데이지 / 어린 나나 |                      |
| 1996 | 《질리안의 서른 일곱번째 생일에》 To Gillian on Her 37th Birthday        | 레이첼 루이스      |                      |
| 1996 | 《로미오와 줄리엣》 Romeo + Juliet                                       | 줄리엣             |                      |
| 1997 | 《유 턴》 U Turn                                                         | 제리               |                      |
| 1997 | 《레인메이커》 The Rainmaker                                             | 켈리 리커          |                      |
| 1998 | 《레 미제라블》 Les Misérables                                           | 코제트             |                      |
| 1998 | 《폴란드 결혼식》 Polish Wedding                                         | 할라               |                      |
| 1999 | 《비트 시티》 The Mod Squad                                              | 줄리 바네스        |                      |
| 1999 | 《브로큰다운 파라스》 Brokedown Palace                                   | 앨리스 마라노      |                      |
| 1999 | 《모노노케 히메》 Princess Mononoke                                      | 산                 | 목소리 (영어판 더빙) |
| 2002 | 《이그비 고즈 다운》 Igby Goes Down                                      | 수키 사퍼스테인    |                      |
| 2002 | 《더 아워스》 The Hours                                                  | 줄리아 본          |                      |
| 2003 | 《올 아바웃 러브》 It's All About Love                                   | 엘레나             |                      |
| 2003 | 《잔잔한 호수 위의 파문》 The Rage in Placid Lake                        | 토론중인 소녀      |                      |
| 2003 | 《터미네이터 3: 라이즈 오브 더 머신》 Terminator 3: Rise of the Machines | 케이트 브루스터    |                      |
| 2004 | 《스테이지 뷰티》 Stage Beauty                                           | 마리아             |                      |
| 2005 | 《쇼핑걸》 Shopgirl                                                      | 미라벨 버터스필드  |                      |
| 2005 | 《우리, 사랑해도 될까요?》 The Family Stone                              | 줄리 모튼          |                      |
| 2007 | 《이브닝》 Evening                                                       | 어린 안            |                      |
| 2007 | 《스타더스트》 Stardust                                                  | 이베인             |                      |
| 2007 | 《트랩》 The Flock                                                       | 앨리슨             |                      |
| 2009 | 《나와 오손 웰스》 Me and Orson Welles                                   | 손자 존스          |                      |
| 2010 | 《템플 그랜딘》 Temple Grandin                                           | 템플 그랜딘        |                      |
| 2013 | 《애즈 쿨 애즈 아이 엠》 As Cool As I Am                                 | 레이니 다이아몬드  |                      |

## 수상 및 후보 목록
| 년도 | 상                                                       | 부문                                            | 작품                          | 결과 |
| ---- | -------------------------------------------------------- | ----------------------------------------------- | ----------------------------- | ---- |
| 1994 | 골든 글로브상                                            | 텔레비전 드라마 시리즈 부문 최우수 여우주연상   | 나의 흔한 생활                | 수상 |
| 1994 | 프라임타임 에미상                                        | 드라마 시리즈 부문 최우수 여우주연상            | 나의 흔한 생활                | 후보 |
| 1994 | 영 아티스트 어워드                                       | 텔레비전 시리즈 부문 신인 앙상블 최우수 연기상  | 나의 흔한 생활                | 수상 |
| 1994 | 영 아티스트 어워드                                       | 영화 부문 최우수 신인 여자연기상                | 작은 아씨들                   | 후보 |
| 1994 | 시카고 영화 비평가 협회                                  | 최우수 여우조연상                               | 작은 아씨들                   | 후보 |
| 1994 | 시카고 영화 비평가 협회                                  | 신인 여자배우상                                 | 작은 아씨들                   | 후보 |
| 1995 | 영 아티스트 어워드                                       | 장편 영화 부문 최우수 신인 여자배우상           | 홈 포 더 할리데이             | 후보 |
| 1996 | 블랙버스터 엔터테인먼트 어워드                           | 좋아하는 로맨스 여자배우상                      | 로미오와 줄리엣               | 수상 |
| 1996 | 런던 영화 비평가 협회                                    | 올해의 여우주연상                               | 로미오와 줄리엣               | 수상 |
| 1996 | MTV 무비 어워드                                          | 최고의 여자배우상                               | 로미오와 줄리엣               | 수상 |
| 1996 | MTV 무비 어워드                                          | 최고의 키스상                                   | 로미오와 줄리엣               | 후보 |
| 1996 | MTV 무비 어워드                                          | 최고의 커플상                                   | 로미오와 줄리엣               | 후보 |
| 1996 | 영 아티스트 어워드                                       | 드라마 영화 부문 최우수 신인 여자배우상         | 로미오와 줄리엣               | 수상 |
| 1996 | 영 아티스트 어워드                                       | 장편 영화 부문 최우수 여우조연상                | 질리안의 서른 일곱번째 생일에 | 수상 |
| 1997 | 블랙버스터 엔터테인먼트 어워드                           | 좋아하는 드라마 여자조연상                      | 레인메이커                    | 후보 |
| 2002 | 피닉스 영화 비평가 협회                                  | 최우수 캐스팅상                                 | 더 아워스                     | 후보 |
| 2002 | 스크린 액터 길드 어워드(미국 배우 조합상)                | 영화 부문 최우수 캐스팅상                       | 더 아워스                     | 후보 |
| 2005 | 새틀라이트상(국제비평가협회상)                           | 영화 부문 최우수 여우주연상                     | 쇼핑걸                        | 후보 |
| 2005 | 세인트루이스 게이트웨이 영화 비평가 협회                 | 최우수 여우주연상                               | 쇼핑걸                        | 후보 |
| 2010 | 프라임타임 에미상                                        | 드라마/영화 미니시리즈 부문 최우수 여우주연상   | 템플 그랜딘                   | 수상 |
| 2010 | 새틀라이트상(국제비평가협회상)                           | 텔레비전 영화 미니시리즈 부문 최우수 여우주연상 | 템플 그랜딘                   | 수상 |
| 2010 | 골든 글로브상                                            | 텔레비전 영화 미니시리즈 부문 최우수 여우주연상 | 템플 그랜딘                   | 수상 |
| 2010 | 스크린 액터 길드 어워드(미국 배우 조합상)                | 텔레비전 영화 미니시리즈 부문 최우수 여자배우상 | 템플 그랜딘                   | 수상 |
| 2011 | 새틀라이트상(국제비평가협회상)                           | 텔레비전 드라마 시리즈 부문 최우수 여우주연상   | 홈랜드                        | 수상 |
| 2012 | 골든 글로브상                                            | 텔레비전 드라마 시리즈 부문 최우수 여우주연상   | 홈랜드                        | 수상 |
| 2012 | 크리틱스 초이스 텔레비전상(미국 방송 영화 비평가 협회상) | 드라마 시리즈 부문 최우수 여우주연상            | 홈랜드                        | 수상 |
| 2012 | TCA 어워드(미국, 캐나다 텔레비전 비평가협회상)           | 드라마 부문 개인 업적상                         | 홈랜드                        | 수상 |
| 2012 | 프라임타임 에미상                                        | 드라마 시리즈 부문 최우수 여우주연상            | 홈랜드                        | 수상 |
| 2012 | 새틀라이트상(국제비평가협회상)                           | 텔레비전 드라마 시리즈 부문 최우수 여우주연상   | 홈랜드                        | 수상 |
| 2013 | 골든 글로브상                                            | 텔레비전 드라마 시리즈 부문 최우수 여우주연상   | 홈랜드                        | 수상 |
| 2013 | 스크린 액터 길드 어워드(미국 배우 조합상)                | 텔레비전 영화 미니시리즈 부문 최우수 여자배우상 | 홈랜드                        | 수상 |
| 2013 | 크리틱스 초이스 텔레비전상(미국 방송 영화 비평가 협회상) | 드라마 시리즈 부문 최우수 여우주연상            | 홈랜드                        | 후보 |
| 2013 | 프라임타임 에미상                                        | 드라마 시리즈 부문 최우수 여우주연상            | 홈랜드                        | 수상 |
| 2014 | 스크린 액터 길드 어워드(미국 배우 조합상)                | 텔레비전 영화 미니시리즈 부문 최우수 여자배우상 | 홈랜드                        | 후보 |